# NGC 5713
NGC 5713 = NGC 5651 ist eine Balkenspiralgalaxie im Sternbild Jungfrau, welche etwa 82 Millionen Lichtjahre von der Milchstraße entfernt ist. NGC 5713 interagiert mit der Nachbargalaxie NGC 5719.
NGC 5713 wurde am 11. April 1787 vom deutsch-britischen Astronomen Wilhelm Herschel entdeckt. NGC 5651 geht auf die Beobachtung von George Bond am 9. Mai 1853 zurück, der das Objekt (Stern) irrtümlich für eine Galaxie gehalten hatte. Im Jahr 2015 wies Wolfgang Steinicke anhand von Bonds Notizen nach, dass dieser zwar NGC 5713 beobachtet hatte, ihm aber bei der Positionsangabe ein gravierender Fehler unterlief.